# 3윅스투데이토나
《3윅스투데이토나》(3 Weeks to Daytona)는 미국에서 제작된 브렛 스턴 감독의 2011년 드라마 영화이다. 스콧 코헨, 조자 폭스, 립톤 등이 주연으로 출연하였다.

## 출연

### 주연
- 스콧 코헨
- 조자 폭스

### 조연
- 루카스 아다그나
- 존 샤리언
- 립 톤
- 로버트 리쇼크